# Merieme Chadid
Merieme Chadid (Casablanca, 11 d'octubre de 1969) és una astrònoma, exploradora i astrofísica marroquina-francesa. Dirigeix programes científics polars internacionals i s'ha compromès a instal·lar un important observatori astronòmic al centre de l'Antàrtida.

## Joventut i educació
Chadid va néixer l'11 d'octubre de 1969 a Casablanca en una humil família marroquina. El seu pare i la seva mare eren un ferrer i una mestressa de casa respectivament. Tenia sis germans. Als 12 anys va descobrir el seu amor per l'astronomia a partir d'un llibre de Johannes Kepler que li va regalar el seu germà. El 1992, Chadid es va graduar a la Universitat de Hassan II de Casablanca amb un màster en Física i Matemàtiques. El 1993, es va graduar a la Universitat de Niça Sophia-Antipolis amb un Diploma d'Estudis Avançats i tres anys després va obtenir el seu doctorat en Astronomia i Espai per la Universitat Paul Sabatier amb la seva investigació de detecció d'ones de xoc hipersòniques en estrelles variables i explicant el seu origen. També va obtenir el títol de màxima qualificació universitària Habilitation HDR, un segon doctorat a la Universitat de Niça Sophia-Antipolis. Chadid va completar diversos programes d'educació executiva a l'Escola de Govern John F. Kennedy de la Universitat Harvard.

## Carrera
Merieme Chadid es va incorporar al CNRS i després a l'Observatori Europeu Austral (ESO) poc després de doctorar-se. Va treballar en la instal·lació del Very Large Telescope, el telescopi més gran del món en aquell moment, al desert d'Atacama, al nord de Xile. Ha treballat com a astrònoma al sistema universitari públic francès i és membre del comitè de direcció de la Unió Astronòmica Internacional.
Merieme Chadid va ser la primera marroquina (a més de la primera dona astrònoma francesa) que va arribar al centre de l'Antàrtida i la primera que va plantar una bandera àrab (la bandera del Marroc) a l'Antàrtida el 2005, quan va aconseguir la seva primera expedició polar per crear un nou observatori. Un dels seus èxits més destacats ha estat el seu treball en condicions extremes al centre de l'Antàrtida, un dels llocs més alts, més freds, més deserts i inaccessibles del món. Es considera la primera astrònoma mundial que es va comprometre a instal·lar el gran observatori astronòmic a l'Antàrtida, on ha realitzat treballs pioners. En entrevistes, ha comparat la instal·lació de l'observatori amb una missió espacial, una zona caracteritzada per només una fina capa de turbulència, que facilita l'observació d'objectes més llunyans que els observatoris d'altres parts del món. Durant la nit continua durant diversos mesos de l'any, els investigadors de les estacions de l'Antàrtida tenen l'avantatge de poder estudiar les estrelles les 24 hores del dia.
Merieme Chadid promou l'educació donant conferències, assistint a conferències, supervisant els estudiants. S'ha emès el seu documental sobre astronomia, Tarik Annujah, al canal infantil d'Al Jazeera. La seva recerca més publicada té com a objectiu comprendre i desxifrar la formació i evolució d'estrelles primerenques i de l'estrelles variables per entendre l'univers.
Va ser catalogada a la revista Forbes com una de les trenta treballadores més interessants i fascinants del món.

## Vida personal
Merieme Chadid es va casar amb Jean Vernin, director de recerca del CNRS el 31 de març de 2001. Té dos fills, Leyla Vernin i Felix Tycho Vernin.

## Premis
- Premi Dona àrab de l'any en ciències per Regent's University London (2015) (primer grup a ser reconegut)[9][7]
- Oficial de l'orde d'Ouissam Alauita (Marroc) pel Rei del Marroc.[6]
- Joves líders globals pel World Economic Forum (2008)[7]